# Lavaur (Tarn)

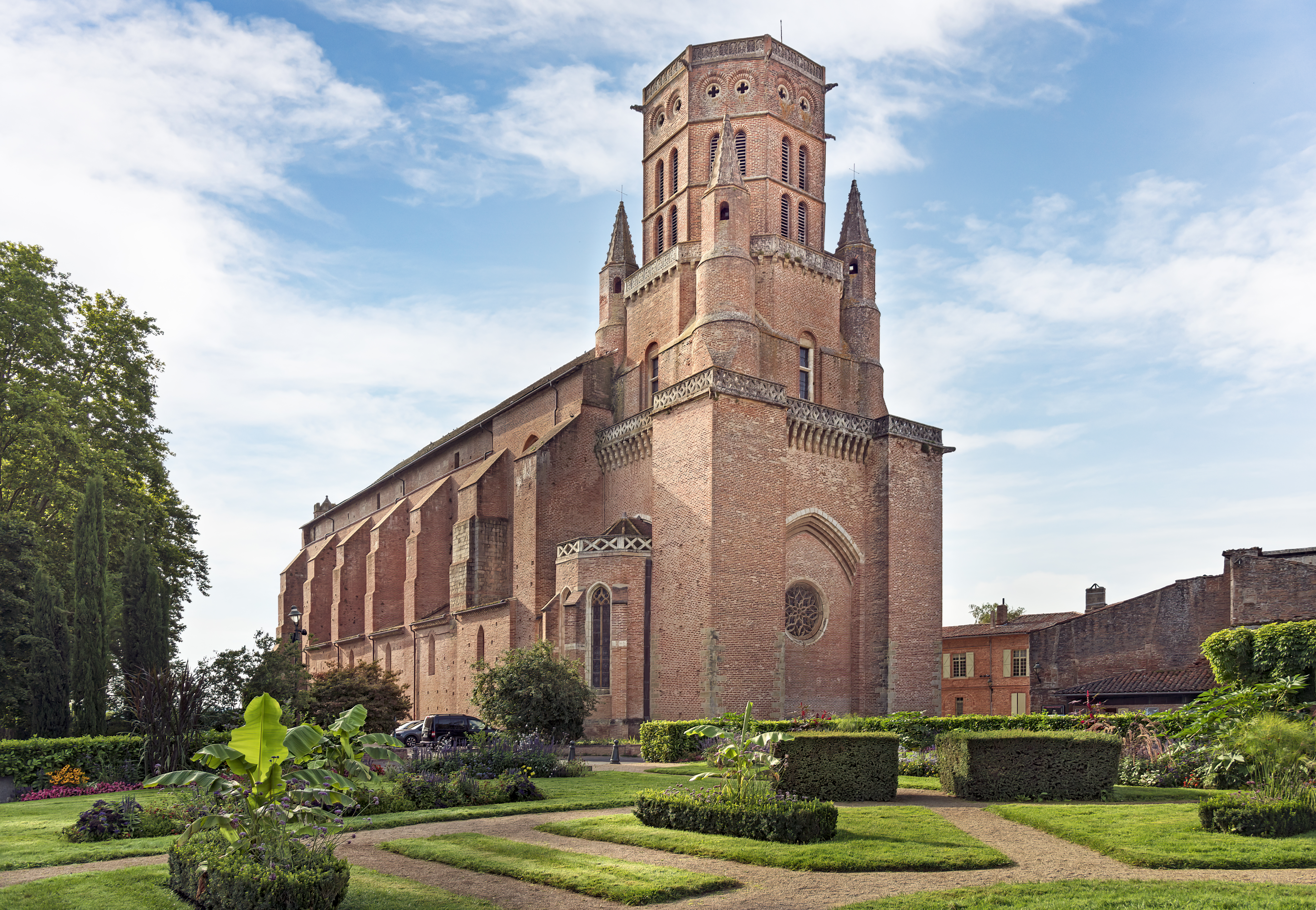
Catedral de Saint-Alain de Lavaur

Lavaur (em língua occitana La Vaur) é uma comuna francesa do departamento do Tarn na região de Midi-Pirenéus. Encontra-se situada na orla esquerda do rio Agout, uns 30km ao nordeste de Toulouse e ao sul de Gaillac e oeste de Castres.
Em 1211 foi o palco de um dos episódios mais sangrentos da Cruzada albigense. O seu monumento mais significativo é a Catedral de Saint-Alain do Século XIII.

## Cidades gêmeas
- Vendrell